# Імбирні
Імбирні (Zingiberáceae) — родина однодольних рослин, що налічує близько 45 родів і більше 1300 видів, поширених в тропічних і субтропічних районах Південної і Південно-Східної Азії, а також Африки і Америки.
Відомі в культурі як пряно-харчові, лікарські та декоративні рослини (імбир аптечний, кардамон, куркумата ін.). У помірних широтах деякі Імбирні культивують в оранжереях.

## Біологічна характеристика
Імбирні — багаторічні ароматичні трави з м'ясистим кореневищем і часто з бульбоподібними корінням. Листя дворядні, з довгими піхвами і язичком.
Квітки звичайно в суцвіттях, рідше поодинокі, переважно обох статей, правильні чи неправильні. Зав'язь нижня. Плід — коробочка, рідше — ягодоподібний. Усі частини рослин містять ефірні олії.

## Таксономія
- Підродина Siphonochiloideae
  - Триба Siphonochileae
    - Siphonochilus
- Підродина Tamijioideae
  - Триба Tamijieae
    - Tamijia
- Підродина Alpinioideae
  -     - Siliquamomum Baill. (Incertae Sedis)

  - Триба Alpinieae
    - Aframomum K.Schum. — Афрамомум
    - Alpinia Roxb. — Альпінія
    - Amomum Roxb. — Амомум
    - Aulotandra
    - Cyphostigma
    - Elettaria Maton — Елетарія
    - Elettariopsis
    - Etlingera Giseke — Етлінгера
    - Geocharis
    - Geostachys
    - Hornstedtia
    - Leptosolena
    - Paramomum
    - Plagiostachys
    - Renealmia
    - Vanoverberghia

  - Триба Riedelieae
    - Burbidgea
    - Pleuranthodium
    - Riedelia
    - Siamanthus
- Підродина Zingiberoideae
  -     - Caulokaempferia K.Larsen (Incertae Sedis)

  - Триба Zingibereae
    - Boesenbergia
    - Camptandra
    - Cautleya
    - Cornukaempferia
    - Curcuma L. — Куркума
    - Curcumorpha
    - Distichochlamys
    - Haniffia
    - Haplochorema
    - Hedychium
    - Hitchenia
    - Kaempferia L. — Кемпферія
    - Laosanthus
    - Nanochilus
    - Paracautleya
    - Parakaempferia
    - Pommereschea
    - Pyrgophyllum
    - Rhynchanthus
    - Roscoea — Роскоя, в тому числі Roscoea bhutanica
    - Scaphochlamys
    - Smithatris
    - Stadiochilus
    - Stahlianthus
    - Zingiber Boehm. — Імбир

  - Триба Globbeae
    - Gagnepainia
    - Globba
    - Hemiorchis

## Застосування
Кореневища імбиру аптечного (Zingiber officinale) (імбирний корінь — Rhizoma Zingiberis) дають популярну приправу «імбир»; кореневища куркуми цедоарія (Curcuma zedoaria) відомі в торгівлі під назвою «цитварного кореня» (Rhizoma Zeodorariae); кореневища альпінії лікарської (Alpinia officinarum) йдуть у продаж під назвою Rhizoma Galangae. Плоди Elettaria cardamomum продаються під назвою «малабарського кардамону». З кореневища куркуми довгої (Curcuma longa) видобувають жовту фарбу. Крохмальне борошно, видобуте з кореневищ Curcuma angustifolia і Curcuma leucorrhiza, відоме в торгівлі під назвою «Ост-Індської аррорути». Нарешті, деякі види Hedychium, Kostus, Kaempferia та інші розводять в оранжереях, як декоративні рослини. З рослини Kaempferia parviflora виготовляють імбирне вино.